# Charles Granger (homme politique)
Pour les articles homonymes, voir Charles Granger et Granger.
Charles Ronald McKay Granger (12 août 1912-22 avril 1995) est un homme politique canadien de Terre-Neuve-et-Labrador. Il est député fédéral libéral de la circonscription terre-neuvienne de Grand Falls—White Bay—Labrador de 1958 à 1966 et de Bonavista—Twillingate de 1967 à 1968. Il est ministre dans le cabinet des premiers ministres Lester Pearson et Pierre Elliott Trudeau.
Il est également député provincial libéral de la circonscription terre-neuvienne de Gander de 1966 à 1967.

## Biographie
Né à Catalina à Terre-Neuve, Granger étudie à la St. Peter's Anglican High School.
Élu en 1958, il est réélu en 1962, 1963 et en 1965. En août 1966, il démissionne pour se présenter aux élections générales terre-neuviennes du 8 septembre 1966 et devenir député provincial libéral à la Chambre d'assemblée de Terre-Neuve-et-Labrador de la circonscription de Gander et ministre des Affaires labradoriennes.
Granger démissionne de sa charge provinciale afin de revenir à la Chambre des communes en septembre 1967. Il remporte l'élection partielle visant à remplacer le député démissionnaire Jack Pickersgill. Après son élection, il est nommé ministre sans portefeuille dans le cabinet de Lester B. Pearson. Il conserve sa position après la retraite de Pearson et la nomination de Pierre Elliott Trudeau au poste de premier ministre. Il est défait l'année suivante lors de l'élection de 1968.
Après sa défaite, Granger exerce la fonction de vice-président de Shaheen Natural Resources Company de 1968 à 1975.
Il est fait officier de l'Ordre du Canada en 1994.